# Theope lycaenina
Espèce
Theope lycaenina eest une espèce d'insectes lépidoptères appartenant à la famille  des Riodinidae et au genre Theope.

## Taxonomie
Theope lycaenina a été décrit par Henry Walter Bates en 1868.

### Noms vernaculaires
Theope lycaenina se nomme Gray Theope en anglais .

## Description
Theope lycaenina est un papillon au dessus des ailes antérieures de couleur bleu sombre avec une bande marginale marron très foncé qui s'élargit à l'apex.
Le revers est ocre clair .

## Biologie
Theope lycaenina est abondante en Guyane de septembre à mai.

### Plante hôte
La plante hôte de sa chenille est Maripa panamensis.

## Écologie et distribution
Theope lycaenina est présent au Costa Rica, à Panama, en Guyane, en Guyana, au Surinam, à Trinité-et-Tobago et dans l'est du Brésil,,.

### Biotope
En Guyane il réside en zone de savane arborée sur tout le territoire.

### Protection
Pas de statut de protection particulier.